# Wild Arms 5
Wild Arms 5, lanzado en Japón como Wild Arms: The Vth Vanguard (ワイルドアームズ ザ フィフスヴァンガード Wairudo Āmuzu Za Fifusu Vangādo?), Es el quinto videojuego de la serie de juegos de rol ”Wild Arms". El juego celebra el 10 º aniversario de la serie al presentar apariciones de personajes de los juegos anteriores. Producido por Media.Vision para la plataforma PlayStation 2 de Sony.

## Jugabilidad

### Sistema de combate
Durante el combate, el campo se divide en siete secciones hexagonales, algunas de las cuales pueden tener propiedades especiales. El jugador y los enemigos pueden moverse a diferentes hexágonos durante su turno. Esta vez, el equipo estará conformado por tres en lugar de cuatro. Miembros y enemigos del grupo de Dean pueden actuar instantáneamente cuando se mueven a la siguiente plataforma hexagonal.
Regresa el medidor de fuerza de Wild Arms 4. Este medidor aumenta a medida que los miembros del grupo de Dean hacen ataques físicos o son atacados. Esto puede ser utilizado para ataques especiales, combos en equipo o invocar bestias guardianas para atacar a los enemigos. Entre más poderoso sea el ataque, más se vaciará el medidor de fuerza. Los personajes pueden convocar bestias guardianas al campo para atacar a los enemigos. También pueden utilizar combinaciones de ataques que utilizan la mayor parte o la totalidad del grupo. Algo nuevo en Wild Arms 5 es la habilidad de encadenar ataques, esto permite que uno de los miembros del grupo de Dean ataque de dos a cinco veces siempre que tengan equipado Violator Badge y suficientes balas para efectuar el ataque.

### Wild ARMs
Cada personaje jugable está equipado con un ARM, un tipo especializado de arma que inflige daño físico en un rango que varía para cada personaje, desde un hexágono de distancia a cualquier otro. Las ARMs deben ser recargadas después de un número de disparos teniendo el personaje que defender durante una ronda. Aunque cada personaje tiene un ARM específico, hay cartuchos que se pueden añadir para aumentar su potencia de fuego. Las ARMs también tienen sus propias estadísticas que se pueden aumentar mediante el uso de Dragón Fossil, artículos que son adquiridos durante el juego.
Al igual que en otros juegos de Wild Arms, ARM es un acrónimo, aunque su significado concreto es oscuro. Hay dos versiones dadas en el juego.

#### Médiums
En el momento en que el jugador es capaz de controlar tres personajes a la vez en el juego, se introducen las herramientas conocidas como médiums. En esta versión, son los dispositivos informáticos portátiles con cualidades místicas. Cada personaje sólo puede equipar un médium a la vez y hay seis médiums disponibles a lo largo del juego. Cada médium se especializa en afectar parámetros específicos y conceder el personaje habilidades especiales y de fuerza únicas.

### Exploración
Wild Arms 5 es un videojuego en tercera persona. El mapa del mundo no ha sido reducido, y las ciudades y mazmorras se pueden ver en su tamaño real. El jugador atraviesa el mundo a pie, o mediante el empleo de varios vehículos, incluyendo un tren y una monorrueda. El personaje en el campo no se puede modificar; Dean es siempre el líder.
La exploración de mazmorras tiene dos modos. En el modo de acción, el jugador puede saltar, deslizarse, e interactuar con los objetos. En el modo de disparo, Dean lama sus dos ARMs y puede disparar libremente. Mediante el empleo de varios cartuchos, el jugador puede interactuar con el entorno en varias maneras. Algunos ejemplos incluyen la activación de interruptores lejanos, derribar obstáculos, y encender antorchas.

## Argumento

### Historia
Al igual que todos los juegos de la serie Wild Arms, Wild Arms 5 se lleva a cabo en el mundo de Filgaia. Los seres humanos están siendo gobernados por los Veruni, una raza extraterrestre que aterrizó en Filgaia hace 100 años. Dean Stark, el protagonista de la historia, vive en un pueblo aislado, lejos de toda la agitación. Sueña con un día de salir del pueblo para perseguir su sueño de convertirse en un Golem Hunter, alguien que desentierra robots antiguos, como su ídolo Nightburn. Estando en las montañas, Dean y su amiga de la infancia Rebecca observan caer del cielo el brazo de un Golem y aterrizar en una cueva justo en frente de ellos. Al entrar en la cueva, encuentran una niña acurrucada dentro de la mano del Golem. La niña sólo recuerda dos cosas, su nombre (Avril), y las palabras Johnny Appleseed. Después de recibir el par de ARMs (armas especiales) que sostenía, Dean, junto con Avril y Rebecca, deciden emprender una aventura para descubrir lo que las palabras "Johnny Appleseed" significan realmente.
Mientras tanto, una revuelta ha iniciado en el gobierno Veruni. Un hombre llamado Volsung ha derrocado al líder del bando radical, enemigos jurados del más pacífico bando regular, afirmando que sus acciones violentas son necesarias para la supervivencia de la Veruni.

### Personajes

#### Personajes jugables
Todos los personajes jugables están equipados con ARMs.
- Dean Stark - Un adolescente que quiere ser un Golem Hunter. Dean a menudo se obsesiona con los Golems, hasta el punto en que, si puede, encuentra cualquier pieza de cualquier Golem. Es ingenuo, pero sus ideas influyen en los otros personajes. Él idolatra Nighburn. Dean pelea con un par de ARMs.

Habilidad especial: Doble crítico: Duplica el daño de todos los ataques críticos.
Interpretado por: Hiro Shimono.
- Rebecca Streisand - Amiga de la infancia de Dean, es más inteligente que él. Ella siente algo por él, pero no se atreve a revelarlo. Rebecca pelea con un ARM estilo revolver.

Habilidad especial: Disparo continuo: Puede disparar/atacar al azar de dos a cinco veces.
Interpretado por:Nana Mizuki.
- Avril Vent Fleur - La misteriosa chica con amnesia. Avril pelea con un ARM tipo espada que puede cambiar a un látigo.

Habilidad especial: Doble DP: Puede duplicar al azar la DP de todos los ataques físicos, incluyendo los ataques críticos.
Interpretado por: Shizuka Itō.
- Greg Russellberg - Un "Golem Crusher” que destruye golems en busca de encontrar al hombre que mató a su familia. Greg lucha con una espada combinada con escopeta.

Habilidad especial: Dispara y Guardia: Aleatoriamente permanece en guardia después de atacar.
Interpretado por: Tomoyuki Shimura.
- Chuck Preston - Un joven y presumido Golem Hunter con problemas de autoconfianza. Él lucha con un arma similar a un cañón.

Habilidad especial: Aumenta el poder de ataque proporcionalmente a su pérdida de HP.
Interpretado por: Eiji Hanawa
- Carol Anderson - La joven ayudante de un profesor misterioso. Ella es muy inteligente, pero muy tímida y torpe. Está equipada con una mochila-lanzador de misiles.

Habilidad especial: Puede atacar a cualquier enemigo desde cualquier posición.
Interpretado por: Asuka Tanii
- Asgard - El golem que cayó con Avril. Actúa como un dispositivo de transporte y un aliado en la batalla. Asgard no está bajo el control directo jugador, pero sus acciones de combate pueden ser pre-programadas.

#### Otros personajes
- Los enemigos del grupo incluyen a Volsung, líder del movimiento radical, y los cuatro centinelas bajo su mando, Fereydoon, Perséfone, Kartikeya, y Elvis. Su objetivo es asegurar la supervivencia de la raza Veruni a cualquier precio. Observe que todos estos personajes (excepto Elvis) llevan el nombre de figuras de diferentes mitologías, aunque esto no se menciona en el juego. Volsung viene de mito nórdico, Fereydoon del mito persa, Persephone del mito griego y Kartikeya de las creencias hindúes.

- Otros personajes incluyen Nightburn Acklund, un famoso cazador de golems que es el héroe de Dean, y el capitán Bartolomé, el capitán del barco Mayflower.

- Las apariciones de otros juegos incluyen todos los personajes jugables (excluyendo a Lucied de 2nd Ignition) de Wild Arms y su remake, Wild Arms Alter Code: F, Wild Arms 2, Wild Arms 3 y Wild Arms 4. Algunos pueden o no ser el personaje al que se parecen, pero la mayoría son probablemente sólo apariciones. Estos personajes no son jugables, aunque muchos de ellos son parte de misiones secundarias del juego. La serie de anime, Wild Arms: Crepúsculo Venom, también se da un movimiento de cabeza en forma de un jefe con el nombre de "Twilight Venom".

## Gráficos
El juego hace uso de CGI para crear un efecto 3D, incluyendo una cámara panorámica lenta. El jugador puede acercar y alejar desde ángulos diferentes durante el juego. También hay varias escenas generadas por ordenador. El estilo artístico de los personajes es un aspecto típico del anime, en oposición a una realista o súper deformado. Además, el juego cuenta con una amplia selección de trajes alternativos para todos los personajes jugables que se puede obtener durante el juego, incluyendo varios que originalmente utilizados por los personajes de los anteriores juegos de Wild Arms.

## Música y sonido
El juego cuenta con voces en off en varias de sus escenas y batallas.
La música de Wild Arms 5, el único título del videojuego donde el compositor serie original Michiko Naruke no contribuyó, fue proporcionado por Masato Kouda junto con el recién llegado Noriyasu Agematsu.
A diferencia de los Wild Arms anteriores, Nana Mizuki, quien dio voz a Rebecca en el juego, canta la apertura "Justice to Believe" y el cierre "Crystal Letter" en lugar de Kaori Asoh.

## Lanzamiento
En los EE. UU., el primer tiraje de Wild Arms 5 llegó en una caja conmemorativa "Colección 10a Aniversario" y se incluye un art book ofreciendo ilustraciones de los personajes de los cinco juegos de Wild Arms. Esta edición limitada más tarde fue sustituido por una edición estándar con una portada diferente y sin extras. La versión europea fue lanzado en dos versiones diferentes, aunque ambos con la cubierta de "Colección 10a Aniversario" de la prensa EE. UU.: una edición limitada, que incluye un art book de 80 páginas, y una edición estándar, sin el libro.

## Recepción
Wild Arms 5 cosechó críticas generalmente positivas; el juego tiene una calificación promedio de los comentarios del 74% de acuerdo con Game Rankings, y 71/100 en Metacritic.  PlayStation calificó el juego con 9.5/10.